# MONKEY MAJIK
MONKEY MAJIK（モンキーマジック）は、日本の4人組ロックバンド。所属レーベルはエイベックス・エンタテインメント内のA.S.A.B。略称は「モマジ」または「モンマジ」「モンキー」。

## プロフィール
カナダ人兄弟がツイン・ボーカルおよびツイン・ギターを担当し、日本人2人がリズムセクションを担う4人組バンド。青森県・南部地方で結成された当初は現メンバーより多国籍な在留外国人のバンドであったが、宮城県・仙台都市圏への移住を経て日本・カナダ混成バンドに収束したため、両国の「ハイブリッド・バンド」と称されることもある。メジャー・デビューした現在も全員が仙台都市圏在住。
カナダ人兄弟が日本語と母語の英語をミックスして歌う、J-POPと洋楽の要素を併せ持った楽曲が特徴で、その比重は日本語詞が大半を占めるものから全編英語詞のものまで様々である。ただし、曲中のラップはほぼ英語である。
バンドを結成した初期から歌詞に日本語を使用しており、メイナードは「日本語で歌わなかったら日本でやる意味がない」「日本人のメンバーも含めみんなの声を入れたい」と述べている。現在も日本語詞は日本人メンバーが作詞している。
2006年（平成18年）、フジテレビ月9ドラマ『西遊記』の主題歌「Around The World」のヒットにより有名バンドの仲間入りをし、2007年（平成19年）にはヨコハマタイヤイメージソング「空はまるで」がUSENの総合チャートとリクエストチャートで1位となり、発売前の楽曲が同チャート1位となるのは史上初だったため話題となった。このほかにもテレビ、CM、映画などでのタイアップが目立つ。また、SMAPの42枚目のシングル「そのまま」を手がけた。
日本国外務省およびカナダ外務省より「日加国交樹立80周年記念親善大使」、国土交通省東北運輸局および東北観光推進機構より「東北観光親善大使」、ベガルタ仙台より「ベガルタ仙台日加親善大使」、日本国外務省より「復興発信使（KIZUNA大使）」を委嘱されている。2009年（平成21年）にはカナダ公式訪問中の天皇・皇后の前でライヴを行った。
マネージメントはエドワード・エンターテインメント・グループやエイベックス・マネジメントに所属していたが、現在はST-TRADE株式会社所属となっている。レーベルについては、スタジオ収録音源はインディーズ時代がUNDER HORSE RECORDS、メジャー・デビュー後から2019年3月まではbinyl recordsに所属していたが2019年4月よりA.S.A.Bレーベルに移籍。ライブ収録音源はインディーズ・メジャー通じてUNDER HORSE RECORDS。

### メンバー
Maynard Plant（メイナード・プラント、1975年8月6日 - ）
ソロ活動時は「blanc.」（ブラン。フランス語で「白」の意味）と名乗る。
ヴォーカル、ギター担当。
カナダ・オンタリオ州オタワ（首都）出身。宮城県富谷市在住。クイーンズ大学卒。英語（母語）・フランス語・日本語、および、南部弁を話すことが出来る。カナダに居たときは趣味で作曲し、自室で演奏するにとどまっていた。JETプログラムの外国語指導助手 (ALT)として来日。バンド名の元になった「Monkey Magic」を歌うゴダイゴを「神」と称して尊敬している。また、UA、小田和正、スピッツをリスペクトしている。ちなみに、父親もプロのミュージシャンで、ポール・アンカの前座を務めたこともある。なお、プラント兄弟は6人兄弟である（メイナードとブレイズはそれぞれ二男と四男、上から2番目と5番目）。
ハンチング帽がトレードマークであったが、2016年以降はスキンヘッドで帽子は被らなくなった。
伯父の影響で幼少期より趣味で学んでいた養蜂の事業を2018年より本格的に始動させ、TAXとともに生ハチミツのブランド「EIGHT CROWNS JAPAN」を設立した（後述）。
Blaise Plant（ブレイズ・プラント、1980年3月18日 - ）
ヴォーカル、ギター担当。
カナダ・オンタリオ州オタワ出身。フルネームはブレイズ・ジョゼフ・アンソニー・プラント (Blaise Joseph Anthony Plant)。本名の頭文字をとってBJという愛称も使われる。メイナードの弟。英語（母語）・フランス語・日本語を話すことが出来る。日本でのデビュー初期の頃は大抵英語で喋っており、よくメイナードが通訳をしていたが、現在は日本語で会話できる。普段の日本語は、周囲の仙台弁や兄の南部弁に影響されて訛ってきている。仙台ではアイスホッケーチームにも所属している。12歳頃から作曲を始めており、音楽歴はメイナードより長い。カナダでは高校生のときからシンガー・ソングライターとしてクラブなどで演奏し、その後、幼稚園の先生をしながら音楽のプロ活動をし、一方で役者を目指していた。2007年（平成19年）秋に公式ブログを開設。2008年（平成20年）3月18日（自身の誕生日）より、ソロプロジェクト「The Alphabet Project」を始動し、同時にオフィシャルウェブサイトを開設。ソロプロジェクトの曲は、当面ダウンロード販売のみ。
TAX（1975年8月31日 - ）
ドラムス担当。
宮城県仙台市出身。同県富谷市在住。本名は菊池 拓哉。ほとんどの楽曲制作に携わり、曲中の日本語詞を作詞している。地元仙台でのライブでは「菊池」コールが涌く。ドラムを始めたのは中学生の頃、たまたま遊びに行った友人宅のリビングにドラムセットが置かれていたのがきっかけ。歯科技工士として5年間働いた経験がある。その後、友達の紹介でメイナードと知り合い、2002年頃より参加。
名前の表記はインディーズ時代は本名の菊池拓哉、メジャーデビュー後は小文字でtax、9thアルバム『Colour by Number』リリース頃より大文字でTAXになった。
2018年にMaynardとともに「EIGHT CROWNS JAPAN」を設立し養蜂家としての活動を開始している（本名名義）。
インタビューでは率先して曲の紹介などを行うことも多い反面、ライブでは必要最小限しか話さない。ただし近年のライブでは発言回数も増えつつある。
DICK（1978年3月10日 - ）
ベース担当。
北海道札幌市出身。本名は森 秀樹。北海道札幌藻岩高等学校卒業、仙台大学卒業。保健体育の教員免許を持っており実はスポーツが得意。なかでもスキーの腕前はプロ級（高校時代はスキー部に所属）。SOUL ADDICTIONというソウル・ファンクバンドのベースプレイヤーとしても活動中。PRIVATE KITCHENというジャズバンドにも在籍していた。郵便配達やメロンパンの移動販売のアルバイト経験もある。仙台では著名なベーシストだったDICKをメイナード・ブレイズ・taxが国分町の飲み屋に呼び出し、周りを囲んでMONKEY MAJIK加入に合意するまで飲ませ、インディーズ2ndフルアルバム『eastview』リリース頃より漆坂脱退と入れ違いで加入。インディーズ時代末期の加入直後は森"DICK"秀樹と表記されていたが、メジャーデビュー以降はDICK表記となった。
ライブ中にMCを行うのは主にプラント兄弟だが、全国ツアーをはじめとするワンマン公演では、アンコールでDICKによるMCと乾杯の音頭、さらに来場者プレゼントの抽選などを行うのが恒例となっている。

#### 元メンバー
漆坂ミサオ
ベース担当。
青森県上北郡十和田湖町（現・十和田市）出身。2ndアルバム『eastview』リリースの頃に脱退。脱退後もメジャーデビュー初期の頃までは漆坂が作詞したストック曲が発表されていた。現在は、仙台市内の一般企業で電気工事士として働いている。
Jan（ヤーン）
ドラムス担当。
2001年（平成13年）に一時期サポートメンバーだったドイツ人の留学生。日本滞在時には、MEMSの世界的権威である江刺正喜のもとで学んでいた。
トム
ドラムス担当。
結成当初のメンバーだったイギリス人。バンド名の名付け親である（後述）。
チャド
結成当初のメンバーだったカナダ人。

#### サポートメンバー
ミスター（1978年4月1日 - ）
キーボード担当。
宮城県柴田郡大河原町出身。本名は渡邊 一郎。宮城県白石工業高等学校卒。高校時代より作曲活動を始め、地元仙台にてフュージョングループ等にて活動後上京し、辺見マリ等のバックバンドで活動。「Around The World」からサポートとして参加。
ジェリー（1974年10月18日 - ）
パーカッション担当。
宮城県仙台市泉区出身。本名は齋藤 寛。20代の頃にブラジル音楽に影響を受け、打楽器を始める。2001年にブラジル音楽「Areia Branca」を主催し仙台、東北を中心に活動。その後、個人のパーカッショニストとして活動を始める。サンドウィッチマンの富澤たけしとは小・中学校の同級生。2009年のツアー「Fantasia」からサポートとして参加していたが近年はサポートはミスターのみの5人編成であることが多い。

### バンド名
バンド名は、青森県でアマチュアバンドを結成した際、当時のドラマーであったトム（イギリス人）が2000年（平成12年）に名付けた。彼は幼少期に、イギリス国内で放送されていた『西遊記』（日本テレビ。イギリス国内では『Monkey!』というタイトル）を見て大ファンとなっていたため、同ドラマの主題歌であるゴダイゴの「Monkey Magic」にちなんで、バンド名を「MONKEY MAJIK」にした（"majik" は "magic" の変綴り）。
この縁故なのか、2006年（平成18年）放送の『西遊記』の主題歌に、2ndシングル「Around The World」が使用された。この曲の全国的なヒットによって一躍有名になった。また、MONKEY MAJIKのメンバーはのちに仙台に移住し、仙台を拠点として活動するが、ゴダイゴのメンバーのスティーブ・フォックスが仙台出身であり、タケカワユキヒデも1998年（平成10年）から仙台の芸術系専門学校で講師をしているなど、不思議な繋がりがある。
ちなみに、バンド名の名付け親であるトムは今でも時々日本に遊びに来ており、その際はメイナードと会っている。メイナードに、「僕が付けたバンド名をまだ使っていてくれて嬉しい。僕の大好きな『西遊記』の主題歌を歌って、すごいし、うらやましい」と言っていたとのこと。
公式表記はすべて大文字の「MONKEY MAJIK」だが、他アーティストとのコラボレーションのときは頭文字のみ大文字の「Monkey Majik」を用いる。ただし他アーティストの一部の作品での表記がすべて大文字になっている等、実際の使い分けはあまり厳密ではない。
メイナード兄弟の出身国であるカナダの公用語には、州によって英語とフランス語の2つがある。両人の母語は両者のうち英語であると公表されているが、親の教育方針によりフランス語も学生時代に身に付けている。するとバンド名は英語なのだから、[ˈmʌŋki ˈmæʤɪk]（マンキ・マージク）と英語発音をするのが両人にとっては自然である。しかし両人は、少なくとも日本国内では、自らのバンド名を「モンキー・マジック」と忠実に日本語発音を用いている。

## バイオグラフィー

### 青森・アマチュア時代
1997年（平成9年）、メイナードが、青森県上北郡七戸町の教育委員会の外国語指導助手として来日。七戸町に2年、同郡百石町（現・おいらせ町）に1年居た。その間、青森県三八上北地方（八戸都市圏。南部地方）の約15の小・中学校で英語を教えて回る。なお、三八上北地方には在日米軍の三沢基地等があるため、草の根国際交流が盛んで外国人には親和性のある地域である。
2000年（平成12年）、少林寺拳法を通じて知り合った漆坂ミサオと2人でバンドを組む。後に、国際交流のイベントで演奏してほしいとの依頼を受け、ALT仲間のカナダ人チャドとイギリス人トムが1名ずつ加わり4人になって、MONKEY MAJIK結成。この頃は、メイナード曰く「"オカサーファーのススメ" みたいな曲」をやっていた。このメンバーで半年ほど活動していたが、チャドとトム両名が、ALTの任期終了に伴い帰国。活動の記念につくったCDをあるメンバーがレコード会社に密かに送付。それを聴いた仙台市所在のエドワードリミテッド（現・エドワード・エンターテインメント・グループ）の社長が気に入り、同地へ呼び寄せられることになった。

### 仙台・インディーズ時代
2001年（平成13年）、メイナードと漆坂の2人で宮城県仙台市に移住。友達の紹介で、taxこと菊池拓哉と出会う。弟であるブレイズがカナダでどのような音楽ジャンルで活動しているか知らなかったメイナードであったが、ブレイズから送付されたデモテープを聴いて、ブレイズをカナダから呼び寄せる。taxが正式にバンドに加入するまでの間は、ドラムはドイツ人留学生のJanなど数名のサポートメンバーが交代で担当していた。
市内のライブハウスで活動を続けながら、メイナードは東北外国語専門学校で講師をしていた。この頃は、仙石線・下馬駅（多賀城市）近くに住んでいた（→参照）。
2002年（平成14年）、タワーレコード仙台店にてインディーズよりミニアルバム『TIRED』を1000枚限定発売。メイナードが授業中に生徒に宣伝するなどしたため、口コミで広まり、仙台店のセールス6週連続1位を記録し、完売。現在最も入手困難な作品である。
2003年（平成15年）、タワーレコード仙台店限定で1stフルアルバム『SPADE』を先行発売。13週連続1位・年間セールス1位という快挙。2004年（平成16年）、『SPADE』を全国リリース。これを機に、フジテレビ系「めざましテレビ」の番組内で特集を組んで紹介される。「めざましテレビ」は、インディーズ時代のMONKEY MAJIKを計3回も取り上げている。
2005年（平成17年）、2ndフルアルバム『eastview』をリリース。この作品の頃に漆坂が脱退し、新たにDICKを迎えて活動を始めた。

### 仙台・メジャー時代
2005年（平成17年）秋、エイベックスのレーベル・binyl recordsと契約。
2006年（平成18年）、「fly」にてメジャー・デビュー。全国33のFM局においてヘヴィー・ローテーションを獲得、4週間にわたってFMオンエアチャート1位を記録。ノンタイアップながらラジオや有線から話題となり、オリコンチャート初登場19位をマークした。2月に2ndシングル「Around The World」をリリース。月9ドラマ『西遊記』の主題歌に起用され、オリコンチャート初登場4位を記録、一躍トップアーティストの仲間入りを果たす。
2007年（平成19年）、第21回日本ゴールドディスク大賞において「ザ・ベスト10・ニューアーティスト」を受賞。「空はまるで」が、USEN総合、および、リクエストチャートの双方で1位を獲得。CD発売前の楽曲が同時1位を獲得するのは史上初。8月、『ミュージックフェア21』で、バンド名の由来である「Monkey Magic」を持ち歌とするゴダイゴと初対面・初共演した。
2008年（平成20年）、日本とカナダの国交樹立80周年を記念する「日加修好80周年親善大使」に任命され、外務省で高村外相から委嘱状を手渡された。1928年（昭和3年）に日本がカナダ・オタワに公使館を設けたことから、日本側から任命された。10月29日（現地時間）、日加親善大使としてカナダを公式訪問。10月30日（現地時間）、日加修好80周年記念行事の1つとして、プラント兄弟の出身地でもある首都オタワのライブハウス「ZAPHOD BEEBLEBROX」でライブ。これが初のカナダ凱旋公演。11月3日（現地時間）、日加修好80周年記念行事の1つとして、バンクーバーのライブハウス「Richard's on Richards」にてライブ。
2009年（平成21年）、「日加修好80周年記念大使」に任命された。1929年（昭和4年）にカナダが日本・東京府に公使館を設けたことから、今回はカナダ側から任命された。7月に日加修好80周年を記念してカナダ公式訪問中の天皇・皇后が、首都オタワのレスター・ピアソン・ビルディング（カナダ外務国際貿易省が入居）で祝賀行事に臨席し、日加親善大使のMONKEY MAJIKがライブを行った。10月、「ベガルタ仙台日加親善大使」に就任。
2010年（平成22年）、「MONKEY MAJIK BEST 〜10 Years & Forever〜」を発売。同アルバムのプロモーションとして過去のプロモーション・ビデオを再編集した30分のCM を製作、「最も長いテレビコマーシャル」としてギネス・ワールド・レコーズに認定された。
2011年（平成23年）2月2日、国土交通省東北運輸局および東北観光推進機構から「東北観光親善大使」を委嘱される。3月11日に発生した東北地方太平洋沖地震（東日本大震災）で被災したが、メンバーはそれぞれ無事であったとTwitterにて報告している。後にスタッフも含め全員無事と公式サイトに記載された。多くの著名人が募金や支援物資を送る活動、あるいは、被災地でのイベントを行う一方（参照）、メンバーは一般ボランティアに混じって泥かきや瓦礫撤去などの肉体労働のボランティア活動を発災後すぐから継続的に行っている。7月3日には大阪城野外音楽堂で同じ被災地・仙台在住のアーティストのRake、GAGLE、SOUL ADDICTIONをゲストに迎えてのチャリティーライブ「SEND愛」を開催。ライブの売り上げ金は義援金として寄付された。10月16日には仙台のセキスイハイムスーパーアリーナにて同じくゲストを迎えてのチャリティーライブを開催。
2012年（平成24年）、外務省から「震災復興発信使」（KIZUNA大使）に任命された。2月19日にはトロントの日系文化会館小林ホールにて、また2月21日にはオタワのライブハウス(Zaphod Beeblebrox)にて、それぞれ在トロント日本国総領事館主催、在カナダ日本国大使館主催の無料スペシャルアコースティックライヴが開催された。
3月26日に、MTVアンプラグドに初出演。11月、アジア（香港・台湾）、北米（ニューヨーク・トロント・オタワ） でのライブを開催。12月21日に東京のNHKホールでチャリティーライブ「SEND愛」の第3弾を開催、5日にコラボレーションシングルをリリースした小田和正をサプライズゲストに迎えた。
2015年（平成27年）2月7日、初となる日本武道館でのワンマンライブ「MONKEY MAJIK Live at BUDOKAN -15th Anniversary-」を開催、これまでコラボ曲を発表したアーティストを始め様々なゲストを迎え、約8000人の観客を動員した。
2023年6月、ベガルタ仙台の応援アンバサダーに就任。

## ディスコグラフィー

### シングル
| 枚       | 発売日         | タイトル                                  | 最高位 (ORICON) | 最高位 (Billboard Japan Hot 100) | 収録アルバム                                        |
| -------- | -------------- | ----------------------------------------- | --------------- | -------------------------------- | --------------------------------------------------- |
| 1st      | 2006年1月18日  | fly                                       | 19位            | -                                | thank you.                                          |
| 2nd      | 2006年2月22日  | Around The World                          | 4位             | -                                | thank you.                                          |
| 3rd      | 2006年10月4日  | フタリ                                    | 15位            | -                                | 空はまるで                                          |
| 4th      | 2007年2月7日   | Picture Perfect                           | 23位            | -                                | 空はまるで                                          |
| 5th      | 2007年3月14日  | 卒業、そして未来へ。                      | 24位            | -                                | 空はまるで                                          |
| 6th      | 2007年4月25日  | Change                                    | 52位            | -                                | 空はまるで                                          |
| 7th      | 2007年6月27日  | MONKEY MAJIK×MONKEY MAGIC                 | 20位            | -                                | MONKEY MAJIK BEST -A.RI.GA.TO-                      |
| 8th      | 2008年4月23日  | Together／あかり／Fall Back               | 11位            | 8位                              | TIME                                                |
| 9th      | 2008年6月25日  | あいたくて／MORNING-EVENING／goin' places | 21位            | -                                | TIME                                                |
| 10th     | 2008年8月27日  | ただ、ありがとう                          | 28位            | -                                | TIME                                                |
| 11th     | 2009年6月10日  | アイシテル                                | 12位            | 7位                              | MONKEY MAJIK BEST 〜10 Years & Forever〜            |
| 12th     | 2009年10月28日 | 虹色の魚/Open Happiness/MONSTER           | 22位            | 10位                             | MONKEY MAJIK BEST 〜10 Years & Forever〜            |
| 13th     | 2010年3月17日  | SAKURA                                    | 19位            | 1位                              | MONKEY MAJIK BEST 〜10 Years & Forever〜            |
| レンタル | 2010年6月      | Fast Forward〜from MONKEY MAJIK BEST〜    | -               | -                                | MONKEY MAJIK BEST 〜10 Years & Forever〜            |
| 14th     | 2010年11月24日 | ぬらりひょんの孫オープニングテーマEP      | 53位            | 24位                             | westview / MONKEY MAJIK BEST 〜10 Years & Forever〜 |
| 配信     | 2011年6月22日  | 木を植えた男                              | -               | -                                | Somewhere Out There                                 |
| 15th     | 2011年10月26日 | Headlight                                 | 30位            | 5位                              | Somewhere Out There                                 |
| 16th     | 2012年1月25日  | HERO                                      | 54位            | 7位                              | Somewhere Out There                                 |
| 17th     | 2012年12月5日  | A Christmas Song                          | 22位            | -                                | DNA                                                 |
| 18th     | 2013年2月27日  | If                                        | 64位            | -                                | DNA                                                 |
| 19th     | 2013年6月12日  | Story                                     | 59位            | -                                | DNA                                                 |
| 20th     | 2014年7月16日  | 夏の情事                                  | 64位            | -                                | Colour by Number                                    |
| 21st     | 2014年9月10日  | You Are Not Alone                         | 105位           | -                                | Colour by Number                                    |
| 22nd     | 2016年12月7日  | A.I. am Human                             | 90位            | 89位                             | enigma                                              |
| 配信     | 2017年3月22日  | ray of light -movie ver.-                 | -               | -                                | enigma                                              |
| 23rd     | 2017年4月5日   | Is this love?                             | 96位            | -                                | enigma                                              |
| 配信     | 2018年8月31日  | ウマーベラス                              | -               | 52位                             | COLLABORATED                                        |
| 配信     | 2018年12月5日  | クリスマスキャロルの頃には -NORTH FLOW-   | -               | -                                | COLLABORATED                                        |
| 配信     | 2019年10月23日 | Bitten By You                             | -               | 70位                             | northview                                           |
| 配信     | 2020年7月7日   | Eden                                      | -               | 80位                             | 20th Anniversary BEST 花鳥風月                      |
| 配信     | 2021年3月26日  | S.O.S Movie Version                       | -               |                                  | 未収録                                              |
| 配信     | 2021年7月14日  | S.O.S.                                    | -               | 75位                             | curtain call                                        |
| 配信     | 2021年8月27日  | Frontier（Movie Version）                 | -               | -                                | 未収録                                              |
| 配信     | 2021年11月11日 | Frontier                                  | -               | 78位                             | curtain call                                        |
| 配信     | 2022年10月24日 | Running In The Dark                       | -               | -                                | curtain call                                        |
| 配信     | 2022年11月30日 | Very Special                              | -               | -                                | curtain call                                        |
| 配信     | 2023年1月18日  | This Is The Night                         |                 | -                                | curtain call                                        |
| 配信     | 2023年10月25日 | 空はまるで - From THE FIRST TAKE          | -               | -                                | 未収録                                              |
| 配信     | 2023年10月25日 | Around The World - From THE FIRST TAKE    | -               | -                                | 未収録                                              |
| 配信     | 2024年1月31日  | The Good Life                             | -               | -                                | CIRCLES                                             |
| 配信     | 2024年4月17日  | Borderline                                | -               | -                                | CIRCLES                                             |
| 配信     | 2024年6月12日  | O.G. Summer                               | -               | -                                | CIRCLES                                             |

#### その他のチャートイン楽曲
| リリース年 | タイトル  | 最高位 (Billboard Japan Hot 100) | 収録アルバム                             |
| ---------- | --------- | -------------------------------- | ---------------------------------------- |
| 2010年     | Forever   | 24位                             | MONKEY MAJIK BEST 〜10 Years & Forever〜 |
| 2011年     | 夢の世界  | 20位                             | westview                                 |
| 2015年     | Beautiful | 95位                             | Colour by Number                         |
| 2016年     | Delicious | 82位                             | southview                                |

### アルバム

#### フルアルバム
| 枚   | 発売日         | タイトル            | 最高順位 |
| ---- | -------------- | ------------------- | -------- |
| 1st  | 2003年9月24日  | SPADE               | 192位    |
| 2nd  | 2005年9月21日  | eastview            | 122位    |
| 3rd  | 2006年5月24日  | thank you.          | 5位      |
| 4th  | 2007年7月25日  | 空はまるで          | 3位      |
| 5th  | 2008年9月3日   | TIME                | 2位      |
| 6th  | 2011年2月2日   | westview            | 9位      |
| 7th  | 2012年3月7日   | Somewhere Out There | 7位      |
| 8th  | 2013年10月16日 | DNA                 | 11位     |
| 9th  | 2015年2月4日   | Colour by Number    | 16位     |
| 10th | 2016年3月9日   | southview           | 21位     |
| 11th | 2018年3月21日  | enigma              | 28位     |
| 12th | 2020年2月26日  | northview           | 23位     |
| 13th | 2023年1月25日  | curtain call        | 38位     |
| 14th | 2024年7月24日  | CIRCLES             | 45位     |

#### ベストアルバム
| 枚   | 発売日         | タイトル                                                                     | 最高順位                                       |
| ---- | -------------- | ---------------------------------------------------------------------------- | ---------------------------------------------- |
| 1st  | 2006年3月8日   | BEST 2000-2005                                                               | ・最高順位18位 ・オリコンインディーズ最高位1位 |
| 2nd  | 2010年7月14日  | MONKEY MAJIK BEST 〜10 Years & Forever〜                                     | ・最高順位4位                                  |
| 3rd  | 2011年3月2日   | RARE TRACKS                                                                  | ・最高順位28位                                 |
| 4th  | 2012年12月5日  | ENGLISH BEST                                                                 | ・最高順位34位                                 |
| 5th  | 2015年10月21日 | MONKEY MAJIK BEST -A.RI.GA.TO-                                               | ・最高順位19位                                 |
| 配信 | 2020年11月18日 | MONKEY MAJIK BEST -Special Selection Edition by Maynard, Blaise, TAX & DICK- |                                                |
| 6th  | 2021年1月20日  | 20th Anniversary BEST 花鳥風月                                               | ・最高順位37位                                 |

#### ミニアルバム
| 枚  | 発売日        | タイトル    | 最高順位 | 収録曲 |
| --- | ------------- | ----------- | -------- | --- |
| 1st | 2005年2月9日  | Lily        | 221位    | 1. Lily 2. Tonight 3. Alright 4. Wish I 5. 星一粒                                                                                        |
| 2nd | 2005年4月13日 | GET STARTED | 135位    | 1. Get started 2. ガリレオ 3. まわるかわる 4. 編み方 5. Where is the world? 6. Say what's on your mind 7. Alright (mono junk yard remix) |

### 映像作品
|                     | 発売日        | タイトル                                        | 備考・最高順位 |
| ------------------- | ------------- | ----------------------------------------------- | --- |
| DVD                 | 2010年12月8日 | MONKEY MAJIK MUSIC VIDEO BEST                   | ・ミュージックビデオ集 ・最高順位71位 |
| Blu-ray+CD / DVD+CD | 2015年5月13日 | MONKEY MAJIK LIVE AT BUDOKAN -15th Anniversary- | ・2015年2月7日、初の日本武道館でのワンマンライブを完全収録 ・最高順位38位 |
| DVD                 | 2016年12月7日 | Live At The Globe Tokyo                         | ・2015年12月に行われた初の東京グローブ座公演最終日のライブを完全収録。MONKEY MAJIK初となるスペシャルアコースティックライブ。                                                                                        |
| DVD                 | 2017年4月5日  | YEAR OF THE MONKEY                              | ・BRAND NEW MONKEY MAJIK をテーマにアルバム「Southview」のレコ発全国ツアー「MONKEY MAJIK JAPANTOUR 2016-YEAR OF THE MONKEY- at NAKANO SANPLUZA-」の公演（全22曲）を完全収録したライブDVD をシングルと同時リリース！ |

### その他の作品
|                          | 発売日        | タイトル             | 備考・最高順位                                                                                     | 収録曲 |
| ------------------------ | ------------- | -------------------- | -------------------------------------------------------------------------------------------------- | --- |
| ミニアルバム             | 2002年5月13日 | TIRED                | ・タワーレコード仙台店1000枚限定発売（完売）                                                       | 1. i spy 2. tired 3. 早くても遅くても 4. they brought it down 5. wait 6. フミダスチカラ(SHAFT LIVE BONUS TRACK)            |
| CD+DVD                   | 2005年7月     | PREMIUM BOX          | ・完全受注生産、公式サイト予約通販限定（完売） ・初の映像作品。ライブ映像やオフショット映像収録    | CD 1. All my life 2. Take off your clothes 3. Waiting For The Right Time DVD 1. すぐちかく 2. Lily 3. ガリレオ 4. OFF SHOT |
| Live CD                  | 2007年6月     | Magical Mystery Tour | ・ライブ会場での限定販売 ・2005年12月16日、仙台HOOKでのワンマンライブより6曲を収録、初のライブ音源 | 1. One moment 2. i like pop 3. political believer 4. 5.30 5. don't you cry 6. Alright                                      |
| Live CD                  | 2007年11月    | JAPAN TOUR'07        | ・ライブ会場での限定販売 ・2007年6月30日、Zepp Sendaiでのライブより6曲を収録                       | 1. フミダスチカラ 2. fly 3. turn 4. Happiness 5. Around The World 6. thank you                                             |
| Live CD                  |               | TOUR'07              | ・ライブ会場での限定販売 ・2007年11月25日、SHIBUYA-AXでのライブより6曲を収録                       | 1. No Snow In December 2. 光朝 3. all by myself 4. Falling 5. watching you 6. 空はまるで                                   |
| CD（非売品）             | 2014年9月     | Frozen               | ・9thアルバム「Colour by Number」のMONKEY MAJIK JAPAN TOUR 2014ライブ会場予約購入者限定特典        | 1. Frozen |
| コラボレーションアルバム | 2019年3月6日  | COLLABORATED         | ・10組の男性アーティストのコラボレーション作品                                                     | |

### 参加作品
| 発売日         | 曲名                                         | 収録された作品                                                             |
| 2006年9月20日  | フタリ〜English ver.〜                       | Various Artists「『夜のピクニック』 INSPIRED BEST ALBUM」                  |
| 2007年3月28日  | Picture Perfect Love／m-flo♥MONKEY MAJIK     | m-flo「COSMICOLOR」                                                        |
| 2008年10月29日 | GINGER                                       | 土屋アンナ「NUDY SHOW!」                                                   |
| 2009年3月25日  | RAINY DAYS AND MONDAYS                       | Various Artists「イエスタデイ・ワンス・モア〜TRIBUTE TO THE CARPENTERS〜」 |
| 2009年4月29日  | 1 more night feat. MONKEY MAJIK              | ravex「trax」                                                              |
| 2009年8月26日  | Lupin The Third                              | Various Artists「Lupin The Third DANCE & DRIVE official covers & remixes」 |
| 2009年9月9日   | Trees                                        | Various Artists「"COVERS" FreeTEMPO COVERED ALBUM」                        |
| 2009年12月23日 | Without You feat. MONKEY MAJIK               | FPM「FPM」                                                                 |
| 2010年1月27日  | With you 〜NO MUSIC, NO LIFE〜               | Various Artists「NO MUSIC, NO LIFE. SONGS」                                |
| 2010年7月7日   | ソレイライ feat. MONKEY MAJIK                | GAGLE「SOREIZEN 〜mixed by DJ Mu-R〜」                                     |
| 2011年12月14日 | my home town                                 | Various Artists「言葉にできない〜小田和正ベストカバーズ〜」                |
| 2016年6月29日  | criminal                                     | 吉田兄弟+MONKEY MAJIK「criminal」                                          |
| 2017年10月18日 | のぞみ                                       | moumoon & MONKEY MAJIK「映画『望郷』主題歌スペシャル」（配信）             |
| 2017年10月25日 | ホエン・シー・ラブド・ミー                   | Various Artists「Thank You Disney」                                        |
| 2018年3月24日  | Can't Get Enough (feat. MONKEY MAJIK)        | KAT McDowell「Ten」                                                        |
| 2022年6月8日   | Another Daybreak 50th Anniversary COVER Ver. | 仮面ライダー 50th Anniversary SONG BEST BOX                                |

### 楽曲提供
| 発売日        | 曲名                | 収録された作品                                |
| 2006年7月26日 | Everybody           | SMAP「Pop Up! SMAP」                          |
| 2007年12月5日 | 輝く夜              | CHEMISTRY SUPPORTED BY MONKEY MAJIK「輝く夜」 |
| 2008年3月5日  | そのまま            | SMAP「そのまま／White Message」               |
| 2009年7月8日  | every-body          | 谷村奈南「every-body」                        |
| 2009年9月30日 | Beautiful summer    | 藤井フミヤ「F's シネマ」                      |
| 2011年8月10日 | MY WAY              | 谷村奈南「NANA BEST」                         |
| 2012年7月4日  | LOVE CHASE          | 山下智久「LOVE CHASE」                        |
| 2012年7月25日 | Turn Off The Lights | 山下智久「エロ」                              |
| 2012年8月8日  | イナクテサビシイ    | SMAP「GIFT of SMAP」                          |
| 2013年9月11日 | MAGIC               | 山下智久「A NUDE」                            |
| 2015年9月23日 | MY LIFE             | Every Little Thing「Tabitabi」                |
| 2015年9月23日 | さよなら            | Every Little Thing「Tabitabi」                |

## タイアップ
| 曲名                              | タイアップ                                                                                 |
| --------------------------------- | ------------------------------------------------------------------------------------------ |
| One moment                        | スノーボード・ドミュメンタリー・ムービー「bd（ビーディー）」BGM                            |
| カモメ                            | NHK仙台放送局・東北6県ブロックネット番組「なっとく!古今東北」テーマソング                  |
| Decay                             | ムラサキスポーツCMソング                                                                   |
| STAY                              | マンダム「LUCIDO-L」CMソング                                                               |
| Around The World                  | フジテレビ系ドラマ「西遊記」主題歌                                                         |
| Around The World                  | フジテレビ系「FNS27時間テレビ みんな“なまか”だっ!ウッキー!ハッピー!西遊記!」CM前曲         |
| another day                       | TBS系「日立 世界・ふしぎ発見!」エンディングテーマ                                          |
| on and on                         | 東北電子専門学校CMソング                                                                   |
| 雪合戦                            | インターネットアニメ「Nice & neat」エンディングテーマ                                      |
| フタリ                            | ムービーアイ・エンタテインメント=松竹配給映画「夜のピクニック」主題歌                      |
| 卒業、そして未来へ。              | 安比高原2007年夏CMソング                                                                   |
| Change                            | Honda Carsハッピーフェア「夏Honda」CMソング（東北地区限定）                                |
| Change                            | 北海道放送「総力報道!THE NEWS HBC」番組宣伝CMソング（北海道地区限定）                      |
| Around The World + GO! 空         | 東宝配給映画「西遊記」主題歌                                                               |
| Pretty People -Japanese ver-      | 「ありがとう! お台場10周年 ザ 冒険王2007」テーマソング                                     |
| Pretty People -Japanese ver-      | ムラサキスポーツCMソング                                                                   |
| ガンダーラ -movie ver.-           | 東宝配給映画「西遊記」挿入歌                                                               |
| 空はまるで                        | ヨコハマタイヤ「DNA」イメージソング                                                        |
| 空はまるで                        | 読売テレビ「鳥人間コンテスト2007」イメージソング                                           |
| 空はまるで                        | 毎日放送「痛快!明石家電視台」オープニングテーマ                                            |
| 空はまるで                        | 日本コカ・コーラ「Happy Music サマーキャンペーン」2009年度タイアップソング（東北地区限定） |
| 空はまるで                        | ミヤギテレビ「ミヤテレスタジアム」オープニングトークBGM                                    |
| 空はまるで                        | NHK BS1/NHK教育「奇跡のレッスン」                                                          |
| No Snow In December               | 東北楽天ゴールデンイーグルス「彼らのすべて篇」主催試合告知用CMソング                       |
| 光朝                              | 東北楽天ゴールデンイーグルス「ボールパークに連れてって!!篇」主催試合告知用CMソング         |
| 光朝                              | 日本航空「夏休み家族のスマイルキャンペーン」CMソング                                       |
| 光朝                              | 朝日放送「おはようコールABC」後半パートオープニングテーマ                                  |
| 光朝                              | 台湾マツダ「Mazda 3」CMソング（台湾限定）                                                  |
| 光朝                              | セルコホーム CMソング                                                                      |
| 願                                | 安比高原スキー場2007〜2008シーズンCMソング                                                 |
| Lily                              | フジテレビ On Demand ミュードラ「Lily」主題歌                                              |
| あいたくて                        | アサヒビール「スタイルフリー」CMソング                                                     |
| あかり                            | 日本メナード化粧品「ジュピエル」CMソング                                                   |
| あかり                            | エクシング「ポケメロJOYSOUND」CMソング                                                     |
| Together                          | SUBARU 50th Anniversary「Fantastic moments」CMソング                                       |
| Together                          | レコード会社直営♪2008年3月度CMソング                                                       |
| Together                          | テレビ東京系「JAPAN COUNTDOWN」2008年4月度オープニングテーマ                               |
| Together                          | ミヤギテレビ「ミヤテレスタジアム」エンディングトークBGM                                    |
| Together                          | 七十七銀行 CMソング                                                                        |
| Fall Back                         | パナソニック モバイルコミュニケーションズ「SoftBank 920P」CMソング                         |
| MORNING - EVENING                 | NHK教育テレビ「リトル・チャロ カラダにしみこむ英会話」テーマソング                         |
| MORNING - EVENING                 | NHKラジオ第2放送「チャロの英語実力講座」テーマソング                                       |
| MORNING - EVENING                 | 朝日放送「おはようコールABC」前半パートオープニングテーマ                                  |
| goin' places                      | 日本テレビ系「ブカツの天使」応援ソング（北海道・北東北・宮城県地区限定）                   |
| WEEKDAY                           | 仙台市「仙台アーティスティック・デザインマイバッグ・キャンペーン」CMソング                 |
| ただ、ありがとう                  | TBS系ドラマ「あんどーなつ」主題歌                                                          |
| アイシテル                        | 日本テレビ系ドラマ「アイシテル〜海容〜」主題歌                                             |
| 虹色の魚                          | SUBARU「IMPREZA」CMソング                                                                  |
| 虹色の魚                          | ニッポン放送「乃木坂46のオールナイトニッポン」2代目エンディングテーマ                      |
| Open Happiness                    | 日本コカ・コーラ「Happiness Factory 3」CMソング                                            |
| MONSTER                           | 江崎グリコ「ポッキーチョコレート」スペースシャワーTVバージョンCMソング                     |
| SAKURA                            | 日本メナード化粧品CMソング                                                                 |
| SAKURA                            | MUSICO「ハル・ウタ Download!」CMソング                                                     |
| SAKURA                            | ウイニングイレブン「高校サッカー応援」CMソング                                             |
| With you                          | メガスポーツ「スポーツオーソリティ」CMソング                                               |
| Fast Forward                      | 読売テレビ、TOKYO MX、BS11アニメ「ぬらりひょんの孫」オープニングテーマ                     |
| Sunshine                          | 読売テレビ、TOKYO MX、BS11アニメ「ぬらりひょんの孫」オープニングテーマ                     |
| 夢の世界                          | BeeTVドラマ「パーティーは終わった」主題歌                                                  |
| Everything is going to be alright | 東京新聞「東京新聞一週間お試しキャンペーン」CMソング（関東地区限定）                       |
| If I Knew                         | 関西テレビ「アシタノカタチ」テーマソング                                                   |
| 木を植えた男                      | 東京都現代美術館「フレデリック・バック展」イメージソング                                   |
| Headlight                         | テレビ朝日系列「東北笑顔プロジェクト」インフォマーシャルCMソング                           |
| Headlight                         | TBS系列「これが東北魂だ カキだ! サンマだ! 希望の海だ!!」エンディングテーマ                 |
| Headlight                         | JR東日本「沿線スマイルプロジェクト」BGM                                                    |
| Headlight                         | TBCテレビ「ウォッチン!プラス 絆みやぎSP 東日本大震災から1年」エンディングテーマ            |
| HERO                              | 日本赤十字社「はたちの献血」CMソング                                                       |
| 足跡                              | フジテレビ系「グラジオラスの轍 Road to London」テーマソング                                |
| U.F.O                             | 靴のチヨダ「Duo Motions」CMソング（関東地区限定）                                          |
| FOREVER                           | NHK総合テレビ「うまいッ!」テーマ曲                                                         |
| トビラ                            | 株式会社ワンダーラボラトリー製作ドキュメンタリー映画「ガレキとラジオ」主題歌               |
| A Christmas Song                  | 2012SENDAI光のページェントテーマソング                                                     |
| The Apprentice                    | NHK「J-MELO」テーマソング                                                                  |
| If                                | Jリーグ20周年記念特別ショートフィルム「旅するボール」主題歌                                |
| Story                             | LIXIL住宅研究所アイフルホームTVCM「積み木」篇CMソング                                      |
| Story                             | au PERFECT SYNC.キャンペーンデジタルタイアップソング                                       |
| Free to Fly                       | 日テレプラス「日テレプラス プロ野球中継 楽天イーグルス HEAT! LIVE」イメージソング          |
| Free to Fly                       | ワールド・ハイビジョン・チャンネル「BS12 プロ野球中継」東北楽天主催試合エンディングテーマ  |
| FOREVER YOUNG                     | NEC「LaVie L / LaVie Tab」CMソング                                                         |
| You Are Not Alone                 | NHK・民放連共同ラジオキャンペーン「ダカラジ」キャンペーンソング（岩手県・宮城県・福島県）  |
| Beautiful                         | 三陸鉄道キットDreams応援ソング                                                             |
| Frozen -Album Version-            | トヨタ自動車「全道オールトヨタキャンペーン」CMソング                                       |
| rise                              | ツール・ド・東北2015テーマソング                                                           |
| One Side                          | ABCマート「HAWKINS」ウォーキングシューズCMソング                                           |
| The Mistakes I've Made            | 東海テレビ制作・フジテレビ系列「嵐の涙〜私たちに明日はある〜」主題歌                       |
| A.I. am Human                     | 3DCGアニメーション「CYBORG009 CALL OF JUSTICE」主題歌                                      |
| Is this love?                     | 3DCGアニメーション「CYBORG009 CALL OF JUSTICE」エンディングテーマ                          |
| ray of light                      | 東映系映画「仮面ライダー×スーパー戦隊 超スーパーヒーロー大戦」主題歌                       |
| のぞみ                            | dTV配信ドラマ「光の航路 -望郷-」主題歌                                                     |
| 40 days                           | 「ショートショート フィルムフェスティバル アジア 2018」上映作品「VR Story Seek®」主題歌    |
| Fight This Storm                  | 福島競馬場開設100周年記念CMソング                                                          |
| ウマーベラス                      | TBCテレビ「サンドのぼんやり〜ぬTV」オープニングテーマ                                      |
| Bitten By You                     | 映画「スプーキッズ ザ・ムービー」主題歌                                                    |
| Eden                              | TVアニメ「フルーツバスケット」2nd season 第2クール エンディングテーマ                      |
| Very Special                      | 東北 Honda Cars CMソング                                                                   |
| Dreams                            | 朝日インテック設立45周年アニバーサリーソング                                               |
| S.O.S                             | Vシネクスト「ゼロワン Others 仮面ライダー滅亡迅雷」主題歌                                  |
| Frontier                          | Vシネクスト「ゼロワン Others 仮面ライダーバルカン&バルキリー」主題歌                       |
| birds                             | 泉パークタウン朝日CMソング                                                                 |
| Running In The Dark               | スマートフォン向けゲーム「アークナイツ」イメージソング                                     |
| Twilight                          | テレビ東京系ドラマ「ダ・カーポしませんか?」主題歌                                          |
| This Is The Night                 | Date fm 開局40周年記念オリジナルソング                                                     |
| The Good Life                     | テレビ大阪・BSテレビ東京真夜中ドラマ「地球の歩き方」エンディングテーマ                     |
| Borderline                        | 日本テレビ系「ぶらり途中下車の旅」4 - 9月度エンディングテーマ                              |

## 出演

### ラジオ
- Monkey House Music（2005年 - 2012年9月、Date fm）
- MONKEY MAJIK SPECIAL PROGRAM〜Headlight〜（2011年、Date fm）
- いかすぜ!東北 ぼくたちのイイトコ自慢（2013年 - 、東北放送・IBC岩手放送・ラジオ福島） - 特別ゲスト・メインテーマ担当
- MONKEY MAJIKのオンバク（2014年4月 - 2021年3月[40]、NHKFM東北）

### ドラマ
- あんどーなつ（2008年、TBS） - 第8話ゲスト
- お米のなみだ（2008年、NHK）
  - ブレイズが、ニューヨーク・世界海洋気象情報センターの研究員・クリス役で出演。
- 連続テレビ小説 まんぷく（2018年10月 - 2019年3月、NHK） - ハリー・ビンガム 役（メイナード）、ジョナサン・メイ 役（ブレイズ）
- 仮面ライダーゼロワン（2019年9月 - 2020年8月、テレビ朝日） - 飛電ゼロワンドライバー音声（メイナード、ブレイズ）[41]

### 吹き替え
- スプーキッズ ザ・ムービー（2019年） - ケビ（メイナード）、フランキー（ブレイズ）、ゼイ（TAX）、看守（DICK）

### テレビ番組
- 僕たちにできること〜MONKEY MAJIK〜（2011年、NHK）
- カミスン!（2011年 - 2012年、TBS） - 不定期で出演
- スッキリ!!（2011年6月24日放送、NTV）
- 木を植えた男。フレデリック・バック展（2011年7月23日放送、NTV）
- クリスマスの約束（2011年、TBS）
- Uta-Tube（2013年、NHK名古屋放送局）
- 音楽の日（2021年、TBS）

### CM
- アサヒビール「アサヒ ジンジャードラフト」（土屋アンナとの共演）
- 日本赤十字社「はたちの献血」（2011年）

## ミュージックビデオ
| 監督                 | 曲名 |
| SATOSHI AKIYAMA      | 「One moment」 |
| Yellow Brain         | 「アイシテル」 |
| ウスイヒロシ         | 「A Christmas Song」 |
| 鎌谷聡次郎           | 「Alive」 |
| KEVIN BAO            | 「ウマーベラス」 |
| 志賀匠               | 「Open Happiness」 |
| 島田大介             | 「ただ、ありがとう」 |
| 須永秀明             | 「Headlight」 「MONSTER」 「You Are Not Alone」 「魔法の言葉」 「夢の世界」 |
| スミス               | 「夏の情事」(出演:日和佑貴) 「If」(出演:中田絢千・未来穂香) 「Story」 「Delicious」 |
| 田所貴司             | 「あいたくて」(出演:鈴木友菜) 「あかり」 |
| 谷聰志               | 「Headlight（album Ver.)」(出演:飯田孝男) |
| 多田卓也             | 「A.I.am Human」 「A.I.am Human(English version)」 |
| 丹下紘希             | 「Picture Perfect」 「FOREVER」 「SAKURA」 「虹色の魚」 |
| 丹下紘希 & DAVID春山 | 「Around The World」 「another day」 「fly」 「フタリ」 |
| DAVID春山            | 「Change」(出演:大城麻耶) 「卒業、そして未来へ。」(出演:池澤あやか・米光隆翔・森聖矢) |
| 野田智雄             | 「空はまるで」 |
| 増田敏彦             | 「Lupin The Third＜ルパン三世のテーマ＞」 |
| 宮田人司             | 「Around The World + Go!空」 |
| 山口保幸             | 「HERO」 |
| Ralph Parker         | 「Get started」 「Pretty People -Japanese ver.-」 |
| Blaise               | 「Breathe」 |
| 不明                 | 「Free to Fly（〜楽天イーグルス ver.〜）」 「Lily」 「Livin' in the sun」 「Together」 「すぐちかく」 「ガリレオ」 「夢の世界〜「パーティーは終わった」Special Ver.」 「木を植えた男」 「is this love?」(出演:志摩マキ) 「goin' places」(出演:財前光希) |

## LIVE
インディーズ時代は、ライブハウスでの対バンのほか、定禅寺ストリートジャズフェスティバルなどに出演していたが、海外は2005年10月28日・29日のタイ王国、国内は12月16日のHooK SENDAI（収容人員：250人。以下、収容人員はスタンディングの数値）を最後にライブは行わなくなっていた。
メジャーデビュー後はライブ本数0であったが、2007年になり初の全国ツアーを行った。
国内のワンマンライブ、主催ライブと学園祭のみの記載
2007年
2008年
2009年
2010年
2011年
2012年
2013年
2014年
2015年
2016年
2017年
- BLUE MOON presents MONKEY MAJIK JAPAN TOUR 2017 -LIVE HOUSE 原点回帰-
- BLUE MOON presents MONKEY MAJIK Japan Tour 2017 -REPRISE-
- MONKEY MAJIK Christmas at The Globe Tokyo～Special Acoustic Live

2018年
- FAN CLUB LIVE 2018～VIP NIGHT with MONKEY MAJIK vol.4～
- MONKEY MAJIK Tour 2018 ～Singles Collection～

2019年
- FAN CLUB LIVE 2019 ～VIP NIGHT with MONKEY MAJIK vol.5～
- MONKEY MAJIK Road to ～花鳥風月～
- A MONKEY MAJIK Christmas 2019～Special Acoustic Live～

2020年
- MONKEY MAJIK スペシャルライブ on YouTube

2022年
- FAN CLUB LIVE 2022 ～VIP NIGHT with MONKEY MAJIK vol.6～
- A MONKEY MAJIK Christmas 2022 Special Acoustic Live

2023年
- MONKEY MAJIK LIVE TOUR 2023 ～ THE HITS ～

## MONKEY HOUSE MUSIC
Date fmで2005年10月から放送されていた彼らのレギュラー番組。7年間放送されていたが、2012年9月28日放送分をもって終了となった。
初期はMaynardがMCを務めていたが、2007年からはtax・DICKが担当していた。
番組終了から1年半が経過した2014年4月より、NHK-FM放送（東北6県）の新たなるレギュラー番組「MONKEY MAJIKのオンバク」がスタートした。詳細は同番組の項を参照。
メイプルシロップチャレンジ
2005年頃に行われていた企画。カナダの特産品であるメイプルシロップを使って、いろいろな料理をつくる。映像がないので、実際どんな風に出来上がっているのかよく分からないが、音声だけでも出来上がったもののユニークな味が伝わり、毎回笑いがあふれる。
メイプルシロップを用いたオリジナルカクテル対決が行われ、ホワイトラムベースの「モンキーリーフ」が優勝。国分町にあるCLUB SHAFTでメニューに加えられた。
きくさんぽ
MONKEY MAJIK JAPAN TOUR 2012の最中に、番外編として行われていた企画。ツアーの公演で訪れた全国各地にて、主にDICKがカメラを回し、taxやサポートメンバーのJeryyが現地のスポットを散歩する模様を撮影・編集し、その映像がYouTubeにアップされている。
タイトルは、「ちい散歩」のパロディとしてtaxの本名をかぶせていると思われる。そのときの気分で「ブラタクス」（ブラタモリから）という名称を用いることもある。

## 「ニホンゴワカリマセン」 グッズ
前胸部に「ニホンゴワカリマセン」とプリントされているTシャツやパーカーなど、関連グッズがあり、
MONKEY MAJIK BEST ALBUM TOUR2010 〜10years & Forever〜で大判トートバッグとして復活し通信販売も行っている。

## MONKEY MAJIK MARKET
2013年12月よりスタートしたプロジェクト。略称は「MMM」。メンバーが東北地方の企業とコラボレーションし、プロデュースした商品が開発されている。
2014年3月現在販売中の商品は、AZOTH製「Tシャツ」、モビーディック製「スマホケース」、露香製「インセンス」の3種類で、MONKEY MAJIK JAPAN TOUR 2013-2014 〜DNA〜の各会場で30点限定でオープニング特別価格で販売される。

## EIGHT CROWNS
2018年にMaynardとTAXが共同で設立した、ハチミツの製造・販売を行うブランド。
宮城県黒川郡大和町七ツ森に所在する8つの巣箱（セイヨウミツバチ7群、ニホンミツバチ1群）からなる養蜂場で非加熱の生ハチミツを生産しており、社名もこの8つの巣箱に由来する。
採蜜は年1回のみで、製品のハチミツはホームページで購入できたが2019年2月現在は完売となっている。
2020年7月、仙台市泉区富谷市の地域みっちゃく生活情報誌「とみぃず」2020年8月号で表紙と特集記事で掲載、地域への取り組みなどを語った。

## その他
- 2006年（平成18年）の読売ジャイアンツ在籍選手が、2ndシングル「Around The World」を自身の登場曲として使用した。開幕直後は左のリリーフエース林昌範。中盤戦からは広島東洋カープから移籍した木村拓也。また亀井義行も2006年（平成18年）7月から「thank you」を登場曲として使用した[45]。
- 当時阪神タイガース所属の新井貴浩が、2011年と2012年（偶数打席のみ）に「MONSTER」、2012年（奇数打席のみ）と2013年に「Headlight」、2014年に「FOREVER YOUNG」をそれぞれ自身の登場曲として使用した。
- Lily, Get started, eastviewの発売時、仙台のタワーレコード、HMV仙台店で2,000人以上相手のサイン会を行ったことがある[46]。
- ライブの観客は日本人が多くを占めるので、日本語歌詞の部分は盛り上がるが、英語歌詞の部分になると英語が分からないためシュンとなる。メンバーはこれを気にしており、折りに触れ語っている。そんな中、仙台でのライブでアンコール前に舞台袖に戻ったとき、観客が「空はまるで」を英語の部分も含めてアカペラで大合唱してくれたため、感動したと語っている[47]。
- 2018年3月18日の仙台空港アクセス線始発より仙台駅の仙台空港アクセス線専用発車メロディが「Around The World」に変更された。編曲は榊原光裕、演奏は仙台フィルハーモニー管弦楽団によるもの[48]。なお、東北本線、常磐線、仙石東北ライン、仙山線、その他臨時列車ではこの曲は流れない。